# Fissidens azoricus
Fissidens azoricus är en bladmossart som beskrevs av Maurice Bizot 1974. Fissidens azoricus ingår i släktet fickmossor, och familjen Fissidentaceae. Inga underarter finns listade i Catalogue of Life.